# Pleuragramma antarctica
Pleuragramma antarctica är en fiskart som beskrevs av George Albert Boulenger 1902. Pleuragramma antarctica ingår i släktet Pleuragramma och familjen Nototheniidae. Inga underarter finns listade i Catalogue of Life.
Arten förekommer i havet kring hela Antarktis. Den vistas i regioner som är upp till 730 meter djupa. Havets botten utgörs i regionen av sand eller slam. Pleuragramma antarctica äter främst fri simmande organismer och den är inte beroende av organismer vid havets botten (bentos). Födan består främst av lysräkor och hoppkräftor. Ibland äter fisken märlkräftor, blötdjur, havsborstmaskar, pilmaskar och musselkräftor. Vid brist på föda förekommer troligtvis kannibalism.
Honor lägger i augusti samt september ägg och ungarnas utveckling är långsam. Pleuragramma antarctica är själv betydande som föda för stora köttätare.
Fiske på arten utfördes endast mellan 1977 och 1983 av Sovjetunionen. Unga fiskar kan förekomma som bifångst vid fiske på krill. Djurlivet i havet kring Antarktis övervakas av Commission for the Conservation of Antarctic Marine Living Resources (CCAMLR) men för arten finns inget särskild program. Pleuragramma antarctica listas av IUCN som livskraftig (LC).